# Otter Media
Otter Media Holdings, LLC fue una compañía estadounidense de medios de comunicación digitales, propiedad de Warner Bros. Discovery. Era propietaria de Rooster Teeth y tenía una participación en la propiedad de Gunpowder & Sky con Floris Bauer. Hasta 2022, la compañía era propiedad de WarnerMedia, subsidiaria de AT&T, luego de la fusión de Warner Bros. Discovery, la compañía se fusionaría con Warner Bros. Interactive Entertainment.

## Historia
El 22 de abril de 2014, AT&T y el Grupo Chernin establecieron Otter Media como una empresa conjunta 50:50 para ofrecer servicios OTT.
En enero de 2016, Otter Media invirtió en Van Toffler (ex CEO de Viacom Media Networks Music Group) y en Gunpowder & Sky de Floris Bauer, una compañía de contenido digital que finalmente se fusionó con FilmBuff.
En noviembre de 2016, Otter Media y la actriz Reese Witherspoon formaron junto a Hello Sunshine, una empresa conjunta enfocada en contar historias impulsadas por mujeres en películas, televisión y plataformas digitales. En julio de 2017, AT&T buscaba adquirir la propiedad total de la compañía junto con otras empresas conjuntas heredadas en su adquisición del proveedor de televisión por satélite DirecTV. Si la compañía fuera a ser totalmente adquirida por AT&T tendría una valoración de $ 1 mil millones USD. Desde febrero de 2018, su CEO es Tony Goncalves (quién era un ejecutivo Digital de AT&T).
En enero de 2018, Otter Media compró la participación restante de Ellation, el propietario de VRV y Crunchyroll.
El 20 de junio de 2018, Recode informó que AT&T estaba cerca de comprar la participación de Chernin en Otter Media, justo después de su adquisición de Time Warner (cuyas tenencias de medios digitales incluían Machinima). El 7 de agosto de 2018, AT&T anunció su adquisición de la participación de Chernin Group en Otter Media por un monto no revelado, que se estima en alrededor de $ 1 mil millones USD.
El 22 de agosto de 2018, Ellation formó Ellation Studios, un estudio de producción con instalaciones en los Estados Unidos y Japón, para producir contenido original para Crunchyroll y VRV.
El 4 de diciembre de 2018, Otter anunció una amplia reestructuración que resultaría en el despido de aproximadamente el diez por ciento de su personal. Como parte de la reorganización, Machinima, que había sido parte de Warner Bros. Digital Networks, se reorganizó bajo Otter Media. Ellation ahora sería la casa de Rooster Teeth, Crunchyroll y VRV, mientras que Machinima se convirtió en una unidad de pantalla completa.
El 4 de marzo de 2019, luego de la reconstrucción de los negocios de WarnerMedia, Otter Media se convirtió en parte de Warner Bros. Entertainment. Sin embargo, el 31 de mayo de 2019, fue transferido a la división WarnerMedia Entertainment con el fin de mover todos los contenidos de la plataforma al nuevo servicio de streaming HBO Max, próximo a estrenarse en 2020 en Estados Unidos.

## Estructura
|            |            |            |            |            |            |  |  |               |               |               |               | AT&T          |               |  |  |                |                |                |                |                |                |  |  |                 |                 |                 |                 |                 |                 |  |  |  |  |  |  |
|            |            |            |            |            |            |  |  |               |               |               |               |               |               |  |  |                |                |                |                |                |                |  |  |                 |                 |                 |                 |                 |                 |  |  |  |  |  |  |
|            |            |            |            |            |            |  |  |               |               |               |               | WarnerMedia   |               |  |  |                |                |                |                |                |                |  |  |                 |                 |                 |                 |                 |                 |  |  |  |  |  |  |
|            |            |            |            |            |            |  |  |               |               |               |               |               |               |  |  |                |                |                |                |                |                |  |  |                 |                 |                 |                 |                 |                 |  |  |  |  |  |  |
|            |            |            |            |            |            |  |  |               |               |               |               | Otter Media   |               |  |  |                |                |                |                |                |                |  |  |                 |                 |                 |                 |                 |                 |  |  |  |  |  |  |
|            |            |            |            |            |            |  |  |               |               |               |               |               |               |  |  |                |                |                |                |                |                |  |  |                 |                 |                 |                 |                 |                 |  |  |  |  |  |  |
|            |            |            |            |            |            |  |  |               |               |               |               |               |               |  |  |                |                |                |                |                |                |  |  |                 |                 |                 |                 |                 |                 |  |  |  |  |  |  |
| Fullscreen | Fullscreen | Fullscreen | Fullscreen | Fullscreen | Fullscreen |  |  | Rooster Teeth | Rooster Teeth | Rooster Teeth | Rooster Teeth | Rooster Teeth | Rooster Teeth |  |  | Hello Sunshine | Hello Sunshine | Hello Sunshine | Hello Sunshine | Hello Sunshine | Hello Sunshine |  |  | Gunpowder & Sky | Gunpowder & Sky | Gunpowder & Sky | Gunpowder & Sky | Gunpowder & Sky | Gunpowder & Sky |  |  |  |  |  |  |